# Alexander Cone
Der Alexander Cone ist ein 1978 m hoher Berg in den All-Blacks-Nunatakkern westlich der Churchill Mountains im Transantarktischen Gebirge. Benannt ist er nach John Alexander, der ab 1984 an Forschungsarbeiten am Kap Hallett auf der Scott Base und am Kap Roberts beteiligt war.